# Monaster św. Mikołaja w Arbanasi
Monaster św. Mikołaja – prawosławny żeński klasztor w Arbanasi, w jurysdykcji eparchii wielkotyrnowskiej Bułgarskiego Kościoła Prawosławnego.

## Historia
Według tradycji monaster powstał jeszcze przed zajęciem ziem bułgarskich przez Turków i został zniszczony, gdy sułtan Bajazyd I zajął Wielkie Tyrnowo. Nową parafialną cerkiew zbudowano w Arbanasi w 1680. Początkowo była to niska jednonawowa budowla z przedsionkiem, na przełomie XVII i XVIII wieku powiększono ją o drugi ołtarz św. Eliasza. W 1735 cały obiekt został odnowiony na koszt miejscowego szlachcica Afanasija. W 1798 budynek ten zniszczyli i spalili kyrdżałowie. Do 1808, dzięki ofiarom parafian, została odnowiona. W 1833 z inicjatywy ihumena Zotyka z monasteru Przemienienia Pańskiego w pobliżu Tyrnowa oraz mnicha Gerazyma, urodzonego w Arbanasi, przy cerkwi utworzono żeński monaster, na czele którego stanęła mniszka Teodora (Christowa), dotąd nauczycielka w bułgarskiej szkole w Arbanasi. Dzięki staraniom Teodory wzniesiony został budynek mieszkalny dla mniszek i szkoła. W liturgii w monasterze obowiązywał język cerkiewnosłowiański. W 1837 wspólnotę tworzyło 14 mniszek i 10 posłusznic. Monaster był ważnym ośrodkiem bułgarskiego odrodzenia narodowego i zbrojnego bułgarskiego ruchu niepodległościowego. Mniszki wspierały członków powstańczych czet bułgarskich z okolic Tyrnowa, udzielały schronienia Wasylowi Lewskiemu, Stefanowi Stambołowowi, ks. Charitonowi Chałaczewowi. Po odzyskaniu niepodległości przez Bułgarię, dzięki pomocy księcia Aleksandra Dondukowa-Korsakowa, ihumenia monasteru Zenobia mogła udać się do Rosji i przeprowadzić tam kolektę na rzecz klasztoru. Dzięki pozyskanym środkom rozbudowano cerkiew klasztorną, wznosząc nad jej nawą kopułę. W 1903 wspólnotę tworzyło 19 mniszek i 3 posłusznice.
W XX wieku liczba mniszek w Arbanasi poważnie spadła. W 2001 w klasztorze przebywała tylko ihumenia Agafia i jej spowiednik.
We wnętrzu cerkwi zachowała się część osiemnastowiecznych fresków, w tym cykl kompozycji ilustrujących kolejne dwadzieścia trzy ikosy Akatystu ku czci Matki Bożej oraz sceny ilustrujące modlitwy maryjne Godne Jest i Tobą raduje się wszelkie stworzenie. Inne freski przedstawiają św. Mikołaja i św. Jana Chrzciciela w otoczeniu scen z żywotów, jak również sceny męczeństwa różnych świętych. XVIII-wieczny jest również cerkiewny ikonostas, zaś szereg ikon przechowywanych w cerkwi to XVIII- i XIX-wieczne dzieła mistrzów ze szkoły triawneńskiej. Z 1746 pochodzi cerkiewne panikadiło (główny żyrandol), zaś z 1760 – greckojęzyczny Ewangeliarz drukowany w Wenecji.
W 1995 w monasterze pochowano metropolitę wielkotyrnowskiego Stefana.